# Galileo Ferraris
Galileo Ferraris (31. října 1847 – 7. února 1897 Turín) byl italský fyzik, elektrotechnik, jeden z průkopníků systémů přenosu elektrické energie a vynálezce asynchronního motoru (třífázového indukčního motoru). Publikoval rozsáhlou a úplnou monografii o experimentálních výsledcích získaných o transformátorech s otevřeným magnetickým obvodem, které navrhli energetičtí inženýři Lucien Gaulard a John Dixon Gibbs. Do historie se tak zapsal Ferrarisovým principem, využívaným například v elektroměrech.

## Životopis
Ferraris se narodil v Livornu Vercellese (Sardinské království) a získal magisterský titul v oboru strojírenství. Stal se asistentem technické fyziky poblíž italského průmyslového muzea v Regalu.

## Objevná činnost a patenty
Ferraris nezávisle zkoumal v roce 1885 točivé magnetické pole. Experimentoval s různými typy asynchronních elektromotorů (asynchronních elektrických motorů) – motorů poháněných střídavým proudem. Jeho výzkum a studie vyústily ve vývoj alternátoru, který lze považovat za asynchronní elektromotor pracující v opačném směru, aby se mechanická (rotační) energie přeměnila na elektrickou (jako střídavý proud).
Dne 11. března 1888 zveřejnil Ferraris svůj výzkum v novinách Královské akademie věd v Turíně (o dva měsíce později získal americký patent Nikoly Tesly, Sériové číslo 252,132). Jeho alternátory fungovaly tak, že vytvářely systémy střídavých proudů, které byly navzájem fázově posunuty a jejich činnost závisela na rotujícím magnetickém poli. Výsledný zdroj polyfázové (vícefázové) energie brzy našel široké přijetí. Vynález polyfázového (vícefázového) alternátoru je klíčovým objevem v historii elektrifikace, stejně jako výkonový transformátor. Tyto vynálezy umožnily ekonomický přenos energie po drátech na značné vzdálenosti. Vícefázová energie také umožňovala využití vodní energie (prostřednictvím vodních elektráren ve velkých přehradách) na odlehlých místech. Bylo umožněno přeměnit mechanickou energii padající vody na elektřinu, která pak mohla být přiváděna k elektromotoru na jakémkoli vzdáleném místě, kde musela být prováděna mechanická práce. Tato všestrannost vynálezu vyvolala rozvoj sítí pro přenos energie na všech kontinentech světa.
V roce 1889 pracoval Ferraris v italské průmyslové škole elektrotechniky, v první škole toho druhu v Itálii, která byla následně začleněna do Polytechnické univerzity v Turíně (Politecnico di Torino). V roce 1896 se Ferraris připojil k Italské elektrotechnické asociaci (Associazione elettrotecnica italiana; AEI) a stal se prvním národním prezidentem organizace.
Ferraris neomezil své výzkumné zájmy pouze na elektřinu. Zkoumal také základní vlastnosti dioptrických přístrojů a zdokumentoval teorie a aplikace v této oblasti, zejména v lékařství.

## Pomníky
Město Turín si považuje objevy, které Ferraris učinil. V Královském průmyslovém muzeu v Turíně je instalován příspěvek připomínající jeho vědecké a průmyslové úspěchy. Navíc byla na počest Ferrarise pojmenována jeho jménem avenue.